# NGC 4686
NGC 4686 је спирална галаксија у сазвежђу Велики медвед која се налази на NGC листи објеката дубоког неба.
Деклинација објекта је + 54° 32' 4" а ректасцензија 12h 46m 39,7s. Привидна величина (магнитуда) објекта NGC 4686 износи 12,8 а фотографска магнитуда 13,7. NGC 4686 је још познат и под ознакама UGC 7946, MCG 9-21-44, CGCG 270-21, PGC 43101.